# Johnny B. Goode
 је позната рокенрол песма из 1958. године у извођењу Чак Берија. Познатији повачи који су је изводили су такође и Елвис Пресли, Џими Хендрикс, Елтон Џон, Judas Priest, Секс пистолси и Битлси. Представља једну од најпознатијих Беријевих песама. Магазин Ролинг стоун је поставио песму на 7. место своје листе 500 најбољих песама свих времена.
Прве две строфе песме „Johnny B. Goode”
Deep down Louisiana close to New Orleans

Way back up in the woods among the evergreens

There stood a log cabin made of earth and wood

Where lived a country boy named Johnny B. Goode

Who never ever learned to read or write so well

But he could play the guitar just like a ringing a bell

Go go

Go Johnny go, Go

Go Johnny go, Go

Go Johnny go, Go

Go Johnny go, Go

Johnny B. Goode

## Обраде
Бери је доживео многобројне обраде својих песама од извођача најразличитијих стилова. Као директни узор наводили су га Елвис Пресли, Бич Бојс, Ролингстонси и Битлси. Каријеру је започео 1955, када је на препоруку Мади Вотерса, потписао уговор са „Чес рикордсом”. Већ хитовима Maybellene, Sweet Little Sixteen и Johnny B. Goode из 1958. оставио неизбрисив траг у музичкој историји. Песму Johnny B. Goode је код нас први препевао Томислав Томи Совиљ из групе Силуете 1967. године, а касније су новију верзију Партибрејкерси објавили у свом првом албуму „Партибрејкерси I” под именом „Стој Џони”. Ова београдска група је наступила у оквиру Беријеве европске турнеје којом је обележавао 50-годишњицу своје каријере, 28. јуна 2005 у Загребу. Поред обраде ове песме од стране Брејкерса позната је и верзија групе Азра под називом „Ђони, буди добар” која је објављена као сингл 1982. године.
| Текст у обради групе „Партибрејкерси” (прве две строфе песме „Стој Џони”) Слушај сада Џони, Џони, саслушај ме ти Ако не верујеш мени казаће ти сви Да мене она воли то већ свако зна Рекла ми је да сам део њеног нежног сна Никад нисам мислио на девојку ту Али сада свима кажем волим, волим њу. Стој, стој Стој, Џони стој, стој Стој, не буди луд. | Текст у обради групе „Азра” (прве три строфе песме „Ђони, буди добар”) Ово је дан кад сам безуспјешно слагао све бирцузе у низ И ходао улицама, знам добро тај филм Плажио сам по ногама и то до касно у ноћ А видјех се на другој страни, хеј Ђони бој. Заборавих вам рећи да зову ме Џони Право ми буди за то Они што ме воле зову ме тако Кад сам као мали дош'о у град Морао сам самом себи дати надимак. Хеј, хеј, Ђони, Ђони Хеј, хеј, Ђони, Ђони Буди добар, буди добар, буди добар Johnny B. Goode. |